# 国务院太湖流域水环境综合治理省部际联席会议
国务院太湖流域水环境综合治理省部际联席会议是中华人民共和国国务院的议事协调机构。

## 历史
《国务院关于<太湖流域水环境综合治理总体方案>的批复》(国函〔2008〕45号)批复同意建立由国家发展改革委牵头成立太湖流域水环境综合治理省部际联席会议制度。联席会议办公室设在国家发展改革委综合治理司。　　　　　　　　　　　　　　　　　　　　　　　　　　  　 

## 成员单位
发展改革委、科技部、工信部、财政部、国土资源部、环境保护部、住建部、交通运输部、水利部、农业部、国家林业局、国务院法制办、中国气象局、江苏省人民政府、浙江省人民政府、上海市人民政府。